# Superserien för damer 2020
La Superserien för damer 2020 è la 9ª edizione del campionato di football americano femminile di primo livello, organizzato dalla SAFF.
Nella prima versione del torneo erano previsti incontri tra le squadre di Superserien e quelle di Division 1.
Il 17 marzo è stato annunciato il rinvio dell'inizio del campionato a causa della pandemia di COVID-19 del 2019-2021.

## Squadre partecipanti
| Club                 | Città    | Stadio | Sponsor ufficiale | Risultato nella stagione 2019 |
| -------------------- | -------- | ------ | ----------------- | ----------------------------- |
| Arlanda Jets         | Märsta   |        |                   |                               |
| Carlstad Crusaders   | Karlstad |        |                   |                               |
| Örebro Black Knights | Örebro   |        |                   |                               |

## Stagione regolare

### Calendario

#### Organizzazione pre-pandemia

##### 1ª giornata
| 2-3 maggio 2020, ore 14:30 | Västerås Roedeers | – | Carlstad Crusaders |  |

| 2-3 maggio 2020, ore 14:30 | Örebro Black Knights | – | Arlanda Jets |  |

##### 2ª giornata
| 9-10 maggio 2020 | Carlstad Crusaders | – | Örebro Black Knights |  |

| 9-10 maggio 2020 | Djurgårdens IF | – | Arlanda Jets |  |

##### 3ª giornata
| 16-17 maggio 2020 | Örebro Black Knights | – | Carlstad Crusaders |  |

| Märsta 17 maggio 2020, ore 12:00 | Arlanda Jets | – | Jönköping Spartans | Midgårdsvallen |

##### 4ª giornata
| 23-24 maggio 2020 | Carlstad Crusaders | – | Arlanda Jets |  |

| 23-24 maggio 2020 | Örebro Black Knights | – | Kristianstad Predators |  |

##### 5ª giornata
| 30-31 maggio 2020 | Carlstad Crusaders | – | Örebro Black Knights |  |

| 30-31 maggio 2020 | Göteborg Marvels | – | Carlstad Crusaders |  |

| 30-31 maggio 2020 | Stockholm Mean Machines | – | Arlanda Jets |  |

##### 6ª giornata
| 6-7 giugno 2020 | Jönköping Spartans | – | Örebro Black Knights |  |

| Märsta 7 giugno 2020, ore 12:00 | Arlanda Jets | – | Carlstad Crusaders | Midgårdsvallen |

##### 7ª giornata
| 13-14 giugno 2020 | Carlstad Crusaders | – | Jönköping Spartans |  |

| Märsta 13 giugno 2020, ore 12:00 | Arlanda Jets | – | Örebro Black Knights | Midgårdsvallen |

#### Organizzazione post-pandemia

##### 1ª giornata
| 29 agosto 2020 | Carlstad Crusaders | 39 – 2 | Örebro Black Knights |  |

##### 2ª giornata
| 5 settembre 2020 | Örebro Black Knights | 0 – 7 | Arlanda Jets |  |

##### 3ª giornata
| 12 settembre 2020 | Arlanda Jets | 0 – 49 | Carlstad Crusaders |  |

##### 4ª giornata
| 19 settembre 2020 | Örebro Black Knights | 6 – 22 | Carlstad Crusaders |  |

##### 5ª giornata
| 26 settembre 2020 | Arlanda Jets | 0 – 18 | Örebro Black Knights |  |

##### 6ª giornata
| 3 ottobre 2020 | Carlstad Crusaders | 64 – 3 | Arlanda Jets |  |

### Classifica
La classifica della regular season è la seguente:
- PCT = percentuale di vittorie, G = partite giocate, V = partite vinte, P = partite perse, PF = punti fatti, PS = punti subiti

| Pos. | Squadra              | PCT   | G | V | N | P | PF  | PS  |
| ---- | -------------------- | ----- | - | - | - | - | --- | --- |
| 1    | Carlstad Crusaders   | 1.000 | 4 | 4 | 0 | 0 | 174 | 11  |
| 2    | Örebro Black Knights | .250  | 4 | 1 | 0 | 3 | 26  | 68  |
| 3    | Arlanda Jets         | .250  | 4 | 1 | 0 | 3 | 10  | 131 |

## Playoff

### Tabellone
|  | Semifinali | Semifinali           | Semifinali |                      |   | IX SM-Finalen | IX SM-Finalen      | IX SM-Finalen |  |
|  |            |                      |            |                      |   |               |                    |               |  |
|  |            |                      |            |                      |   | 1             | Carlstad Crusaders | 28            |  |
|  |            |                      |            |                      |   | 1             | Carlstad Crusaders | 28            |  |
|  |            |                      |            | Örebro Black Knights | 0 |               |                    |               |  |
|  | 2          | Örebro Black Knights | 14         | Örebro Black Knights | 0 |               |                    |               |  |
|  | 2          | Örebro Black Knights | 14         |                      |   |               |                    |               |  |
|  | 3          | Arlanda Jets         | 0          |                      |   |               |                    |               |  |

### Semifinale
| 17 ottobre 2020 | Örebro Black Knights | 14 – 0 | Arlanda Jets |  |

### IX SM-Finalen
| Karlstad 24 ottobre 2020, ore 11:00 | Carlstad Crusaders | 28 – 0 | Örebro Black Knights | Tingvalla IP |

## Verdetti
- Carlstad Crusaders Campionesse della Svezia 2020